# 王申酉
王申酉（1945年8月—1977年4月27日），原上海华东师范大学员工，民间思想家，因表达不同政见，于1977年被上海市法院判处死刑。4月27日，未经辩护，立即执行。

## 生平
1963年考入華東師范大學物理系。1965年下鄉參加“四清運動”，因拒绝交出日記，不能加入共青团。 1966年6月在日記中，寫下批判文革言论。被造反派打成反动学生，其日记被展览，随后入狱两年。1968年出狱，隨學校老師去奉賢“五七干校”勞動，后從干校回來，留校監督勞動。1976年，經人介紹認識了一位女友。學校保衛科對他的戀愛橫加干涉，通知女方說王申酉“思想反動，五毒俱全”，致使女方决定與他斷交。王申酉動手寫一封長信，全面介紹他自己的思想觀點。監管他的人要他交出信审查，他拒绝交出，发生扭打，又被投進監獄。
審判員要他將被撕毀的他給女友的反动长信重寫出來。他在六天內寫了六萬字，內容包括︰“我的馬克思主義世界觀，關于蘇聯歷史，關于中國歷史，關于‘文化大革命’，關于毛主席”。他對“反右派”、“反右傾”和“文化大革命”都持否定態度，對毛泽东一分為二，认为“大躍進”、“人民公社化”運動有“空想社會主義”成分。首次提出了毛的民粹主义问题。他还認為中國社會非變革不可，必須充分發展商品經濟，不可再“閉國自守”，要開展對外貿易等等。1977年春天，上海市革委會根據黨中央指示，決定在“五一”前公審並鎮壓一批反革命分子。区法院原先判处王申酉死缓。上海市法院改为死刑，立即执行。
最终，在一天內上海市革委會領導聽取並同意了56個死刑判決案，平均每6分鐘通過一個死刑案。王申酉是其中一个。4月27日，王申酉被押赴上海盧灣區體育館，在三萬人公審大會上被宣判死刑。这是他第一次聽到判決書，來不及申辯一個字，即被押赴刑場槍決。
1979年8月，在新任华东师大党委书记施平的支持下开始为王申酉申请平反。1981年4月3日，上海市委召开了为王申酉平反大会。
香港高文出版社2002年出版《王申酉文集》。